# Cicurina simplex
Cicurina simplex är en spindelart som beskrevs av Simon 1886. Cicurina simplex ingår i släktet Cicurina och familjen kardarspindlar. Inga underarter finns listade i Catalogue of Life.